# Pallavolo ai Giochi della XXXI Olimpiade - Convocazioni al torneo femminile
Elenco delle giocatrici convocate per i Giochi della XXXI Olimpiade.

## Argentina
| N° | Nome               | Ruolo | Data di nascita   | Squadra            |
| -- | ------------------ | ----- | ----------------- | ------------------ |
| -  | Guillermo Orduna   | All   | 24 agosto 1957    | -                  |
| 2  | Tanya Acosta       | S     | 11 marzo 1991     | Gimnasia La Plata  |
| 3  | Yamila Nizetich    | S     | 27 gennaio 1989   | Seramiksan         |
| 5  | Lucía Fresco       | S/O   | 14 maggio 1991    | Soverato           |
| 9  | Clarisa Sagardía   | P     | 29 giugno 1989    | Boca Juniors       |
| 10 | Emilce Sosa        | C     | 11 settembre 1987 | Rio do Sul         |
| 11 | Julieta Lazcano    | C     | 25 luglio 1989    | Istres             |
| 12 | Tatiana Rizzo      | L     | 30 dicembre 1986  | Boca Juniors       |
| 13 | Leticia Boscacci   | S/O   | 8 novembre 1985   | Alba-Blaj          |
| 14 | Josefina Fernández | S     | 17 agosto 1991    | Franches-Montagnes |
| 16 | Florencia Busquets | C     | 27 giugno 1989    | Boca Juniors       |
| 18 | Yael Castiglione   | P     | 27 settembre 1985 | BKS                |
| 22 | Morena Martínez    | S     | 19 febbraio 1993  | Vélez Sarsfield    |

## Brasile
| N° | Nome                   | Ruolo | Data di nascita  | Squadra        |
| -- | ---------------------- | ----- | ---------------- | -------------- |
| -  | José Roberto Guimarães | All   | 31 luglio 1954   | -              |
| 1  | Fabiana Claudino       | C     | 24 gennaio 1985  | Sesi           |
| 2  | Juciely Barreto        | C     | 18 dicembre 1980 | Rio de Janeiro |
| 3  | Danielle Lins          | P     | 5 gennaio 1985   | Osasco         |
| 5  | Adenízia da Silva      | C     | 18 dicembre 1987 | Osasco         |
| 6  | Thaísa de Menezes      | C     | 15 maggio 1987   | Osasco         |
| 8  | Jaqueline de Carvalho  | S     | 31 dicembre 1983 | Sesi           |
| 10 | Gabriela Guimarães     | S     | 19 maggio 1994   | Rio de Janeiro |
| 12 | Natália Pereira        | S     | 4 aprile 1989    | Rio de Janeiro |
| 13 | Sheilla de Castro      | S/O   | 1º luglio 1983   | VakıfBank      |
| 16 | Fernanda Garay         | S     | 10 maggio 1986   | Dinamo Mosca   |
| 17 | Josefa de Souza        | P     | 3 febbraio 1983  | Volero Zurigo  |
| 19 | Léia da Silva          | L     | 1º marzo 1985    | Minas          |

## Camerun
| N° | Nome                  | Ruolo | Data di nascita   | Squadra        |
| -- | --------------------- | ----- | ----------------- | -------------- |
| -  | Jean-René Akono       | All   | 4 agosto 1967     | -              |
| 1  | Stéphanie Fotso       | C     | 25 settembre 1987 | Chamalières    |
| 2  | Christelle Tchoudjang | S/O   | 7 luglio 1989     | Chamalières    |
| 4  | Raïssa Nasser         | L     | 19 agosto 1994    | La Rochelle    |
| 5  | Théorine Aboa Mbeza   | C     | 25 agosto 1992    | INJS           |
| 6  | Laetitia Moma Bassoko | S     | 9 ottobre 1993    | Calais         |
| 7  | Henriette Koulla      | P     | 14 settembre 1992 | Tremblay AC    |
| 10 | Berthrade Bikatal     | S     | 23 luglio 1992    | Nyong-et-Kéllé |
| 11 | Victoire Ngon Ntame   | C     | 31 dicembre 1985  | INJS           |
| 12 | Fawziya Abdoulkarim   | S     | 1º marzo 1989     | Chamalières    |
| 13 | Madeleine Essissima   | S     | 29 aprile 1992    | FAP            |
| 14 | Yolande Amana         | P     | 15 settembre 1997 | Bafia          |
| 15 | Emelda Piata Zessi    | C     | 8 aprile 1997     | Bafia          |

## Cina
| N° | Nome            | Ruolo | Data di nascita   | Squadra  |
| -- | --------------- | ----- | ----------------- | -------- |
| -  | Lang Ping       | All   | 10 dicembre 1960  | -        |
| 1  | Yuan Xinyue     | C     | 21 dicembre 1996  | Bayi     |
| 2  | Zhu Ting        | S     | 29 novembre 1994  | Henan    |
| 3  | Yang Fangxu     | S/O   | 6 ottobre 1994    | Shandong |
| 6  | Gong Xiangyu    | S/O   | 21 aprile 1997    | Jiangsu  |
| 7  | Wei Qiuyue      | P     | 26 settembre 1988 | Tianjin  |
| 9  | Zhang Changning | S     | 6 novembre 1995   | Jiangsu  |
| 10 | Liu Xiaotong    | S     | 16 febbraio 1990  | Beijing  |
| 11 | Xu Yunli        | C     | 2 agosto 1987     | Fujian   |
| 12 | Hui Ruoqi       | S     | 4 marzo 1991      | Jiangsu  |
| 15 | Lin Li          | L     | 5 luglio 1992     | Fujian   |
| 16 | Ding Xia        | P     | 13 gennaio 1990   | Liaoning |
| 17 | Yan Ni          | C     | 2 marzo 1987      | Liaoning |

## Corea del Sud
| N° | Nome           | Ruolo | Data di nascita  | Squadra           |
| -- | -------------- | ----- | ---------------- | ----------------- |
| -  | Lee Jung-chul  | All   | -                | -                 |
| 3  | Lee Hyo-hee    | P     | 26 agosto 1980   | Gyeongbuk Hi-Pass |
| 4  | Kim Hee-jin    | S/O   | 29 aprile 1991   | IBK Altos         |
| 5  | Kim Hae-ran    | L     | 16 marzo 1984    | KGC Ginseng       |
| 6  | Hwang Youn-joo | S/O   | 13 agosto 1986   | Hyundai Hillstate |
| 7  | Lee Jae-yeong  | S     | 15 ottobre 1996  | Pink Spiders      |
| 8  | Nam Jie-youn   | L     | 15 maggio 1983   | IBK Altos         |
| 10 | Kim Yeon-koung | S     | 26 febbraio 1988 | Fenerbahçe        |
| 11 | Kim Su-ji      | C     | 11 luglio 1987   | Pink Spiders      |
| 13 | Park Jeong-ah  | S     | 26 marzo 1993    | IBK Altos         |
| 14 | Yang Hyo-jin   | C     | 14 dicembre 1989 | Hyundai Hillstate |
| 16 | Bae Yoo-na     | C     | 30 novembre 1989 | GS Caltex Seoul   |
| 17 | Yeum Hye-seon  | P     | 3 febbraio 1991  | Hyundai Hillstate |

## Giappone
| N° | Nome             | Ruolo | Data di nascita   | Squadra           |
| -- | ---------------- | ----- | ----------------- | ----------------- |
| -  | Masayoshi Manabe | All   | 21 agosto 1963    | -                 |
| 1  | Miyu Nagaoka     | O     | 25 luglio 1991    | Hisamitsu Springs |
| 2  | Haruka Miyashita | P     | 1º settembre 1994 | Okayama Seagulls  |
| 3  | Saori Kimura     | S     | 19 agosto 1986    | Toray Arrows      |
| 5  | Arisa Satō       | L     | 18 luglio 1989    | Hitachi Rivale    |
| 6  | Yurie Nabeya     | S     | 15 dicembre 1993  | Denso Airybees    |
| 7  | Mai Yamaguchi    | C     | 3 luglio 1983     | Okayama Seagulls  |
| 9  | Haruyo Shimamura | C     | 4 marzo 1992      | NEC Red Rockets   |
| 11 | Erika Araki      | C     | 3 agosto 1984     | Ageo Medics       |
| 12 | Yuki Ishii       | S     | 8 maggio 1991     | Hisamitsu Springs |
| 16 | Saori Sakoda     | S/O   | 18 dicembre 1987  | Toray Arrows      |
| 18 | Kotoki Zayasu    | L     | 11 gennaio 1990   | Hisamitsu Springs |
| 20 | Kanami Tashiro   | P     | 25 marzo 1991     | Toray Arrows      |

## Italia
| N° | Nome                 | Ruolo | Data di nascita  | Squadra      |
| -- | -------------------- | ----- | ---------------- | ------------ |
| -  | Marco Bonitta        | All   | 5 settembre 1963 | Club Italia  |
| 1  | Serena Ortolani      | S/O   | 7 gennaio 1987   | Imoco        |
| 4  | Alessia Orro         | P     | 18 luglio 1998   | Club Italia  |
| 6  | Monica De Gennaro    | L     | 8 gennaio 1987   | Imoco        |
| 7  | Martina Guiggi       | C     | 1º maggio 1984   | AGIL         |
| 8  | Alessia Gennari      | S     | 3 novembre 1991  | Bergamo      |
| 9  | Nadia Centoni        | S/O   | 19 giugno 1981   | Galatasaray  |
| 11 | Cristina Chirichella | C     | 10 febbraio 1994 | AGIL         |
| 14 | Eleonora Lo Bianco   | P     | 22 dicembre 1979 | Bergamo      |
| 15 | Antonella Del Core   | S     | 5 novembre 1980  | Dinamo-Kazan |
| 16 | Myriam Sylla         | S     | 8 gennaio 1995   | Bergamo      |
| 18 | Paola Egonu          | S/O   | 18 dicembre 1998 | Club Italia  |
| 20 | Anna Danesi          | C     | 20 aprile 1996   | Club Italia  |

## Paesi Bassi
| N° | Nome               | Ruolo | Data di nascita   | Squadra          |
| -- | ------------------ | ----- | ----------------- | ---------------- |
| -  | Giovanni Guidetti  | All   | 20 settembre 1972 | VakıfBank        |
| 2  | Femke Stoltenborg  | P     | 30 luglio 1991    | MTV Stoccarda    |
| 3  | Yvon Beliën        | C     | 28 dicembre 1993  | River            |
| 4  | Celeste Plak       | S     | 26 ottobre 1995   | Bergamo          |
| 5  | Robin de Kruijf    | C     | 5 maggio 1991     | Imoco            |
| 6  | Maret Grothues     | S     | 16 settembre 1988 | Atom Trefl Sopot |
| 7  | Quinta Steenbergen | C     | 2 aprile 1985     | Prostějov        |
| 8  | Judith Pietersen   | S/O   | 3 luglio 1989     | Savino Del Bene  |
| 9  | Myrthe Schoot      | L     | 29 agosto 1988    | Dresdner         |
| 10 | Lonneke Slöetjes   | S/O   | 15 novembre 1990  | VakıfBank        |
| 11 | Anne Buijs         | S     | 2 dicembre 1991   | VakıfBank        |
| 14 | Laura Dijkema      | P     | 18 febbraio 1990  | Dresdner         |
| 16 | Debby Stam         | S     | 24 luglio 1984    | Le Cannet        |

## Porto Rico
| N° | Nome              | Ruolo | Data di nascita   | Squadra                 |
| -- | ----------------- | ----- | ----------------- | ----------------------- |
| -  | Juan Carlos Núñez | All   | -                 | Criollas de Caguas      |
| 1  | Debora Seilhamer  | L     | 4 ottobre 1985    | Lancheras de Cataño     |
| 2  | Shara Venegas     | L     | 18 settembre 1992 | Criollas de Caguas      |
| 3  | Vilmarie Mojica   | P     | 13 agosto 1985    | Valencianas de Juncos   |
| 6  | Yarimar Rosa      | S     | 20 giugno 1988    | Beşiktaş                |
| 7  | Stephanie Enright | S     | 15 dicembre 1990  | Criollas de Caguas      |
| 9  | Áurea Cruz        | S     | 10 gennaio 1982   | AGIL                    |
| 10 | Diana Reyes       | C     | 3 febbraio 1993   | Criollas de Caguas      |
| 11 | Karina Ocasio     | S/O   | 1º agosto 1985    | Criollas de Caguas      |
| 14 | Natalia Valentín  | P     | 12 settembre 1989 | Azərreyl                |
| 15 | Daly Santana      | S     | 19 febbraio 1995  | Capitalinas de San Juan |
| 16 | Alexandra Oquendo | C     | 3 febbraio 1984   | Lancheras de Cataño     |
| 18 | Lynda Morales     | C     | 20 maggio 1988    | Criollas de Caguas      |

## Russia
| N° | Nome                   | Ruolo | Data di nascita  | Squadra          |
| -- | ---------------------- | ----- | ---------------- | ---------------- |
| -  | Jurij Maričev          | All   | 17 novembre 1960 | -                |
| 1  | Jana Ščerban'          | S     | 6 settembre 1989 | Dinamo Mosca     |
| 3  | Elena Ežova            | L     | 14 agosto 1977   | Dinamo-Kazan     |
| 4  | Irina Zarjažko         | C     | 4 ottobre 1991   | Uraločka         |
| 6  | Dar'ja Malygina        | S/O   | 4 aprile 1994    | Zareč'e Odincovo |
| 8  | Natalija Hončarova     | S/O   | 1º giugno 1989   | Dinamo Mosca     |
| 9  | Vera Uljakina          | P     | 21 agosto 1986   | Dinamo Mosca     |
| 10 | Ekaterina Pankova      | P     | 2 febbraio 1990  | Dinamo Mosca     |
| 14 | Irina Fetisova         | C     | 7 settembre 1994 | Dinamo Mosca     |
| 15 | Tat'jana Košeleva      | S     | 23 dicembre 1988 | Dinamo Krasnodar |
| 16 | Irina Voronkova        | S     | 20 ottobre 1995  | Zareč'e Odincovo |
| 19 | Anna Malova            | L     | 16 aprile 1990   | Dinamo Mosca     |
| 20 | Anastasija Šljachovaja | C     | 5 ottobre 1990   | Dinamo Krasnodar |

## Serbia
| N° | Nome                | Ruolo | Data di nascita | Squadra       |
| -- | ------------------- | ----- | --------------- | ------------- |
| -  | Zoran Terzić        | All   | 9 luglio 1966   | Târgoviște    |
| 1  | Bianka Buša         | S     | 25 luglio 1994  | Târgoviște    |
| 2  | Jovana Brakočević   | S/O   | 5 marzo 1988    | Imoco         |
| 4  | Bojana Živković     | P     | 29 marzo 1988   | Volero Zurigo |
| 6  | Tijana Malešević    | S     | 18 marzo 1991   | AGIL          |
| 9  | Brankica Mihajlović | S     | 13 aprile 1991  | Fenerbahçe    |
| 10 | Maja Ognjenović     | P     | 6 agosto 1984   | River         |
| 11 | Stefana Veljković   | C     | 9 gennaio 1990  | Chemik Police |
| 12 | Jelena Nikolić      | S     | 13 aprile 1982  | Bursa BB      |
| 15 | Jovana Stevanović   | C     | 30 giugno 1992  | Casalmaggiore |
| 16 | Milena Rašić        | C     | 25 ottobre 1990 | VakıfBank     |
| 17 | Silvija Popović     | L     | 15 marzo 1986   | Volero Zurigo |
| 19 | Tijana Bošković     | S/O   | 8 marzo 1997    | Eczacıbaşı    |

## Stati Uniti
| N° | Nome              | Ruolo | Data di nascita  | Squadra        |
| -- | ----------------- | ----- | ---------------- | -------------- |
| -  | Karch Kiraly      | All   | 3 novembre 1960  | -              |
| 1  | Alisha Glass      | P     | 5 aprile 1988    | Imoco          |
| 2  | Kayla Banwarth    | L     | 21 gennaio 1989  | Stati Uniti    |
| 3  | Courtney Thompson | P     | 4 novembre 1984  | Rio de Janeiro |
| 5  | Rachael Adams     | C     | 3 giugno 1990    | Imoco          |
| 6  | Carli Lloyd       | P     | 6 agosto 1989    | Casalmaggiore  |
| 10 | Jordan Larson     | S     | 16 ottobre 1986  | Eczacıbaşı     |
| 12 | Kelly Murphy      | O     | 20 ottobre 1989  | Ageo Medics    |
| 13 | Christa Harmotto  | C     | 12 ottobre 1986  | Fenerbahçe     |
| 15 | Kimberly Hill     | S     | 30 novembre 1989 | VakıfBank      |
| 16 | Foluke Akinradewo | C     | 5 ottobre 1987   | Volero Zurigo  |
| 23 | Kelsey Robinson   | S     | 25 giugno 1992   | Imoco          |
| 25 | Karsta Lowe       | O     | 2 febbraio 1993  | Busto Arsizio  |